# Armstrong Siddeley Viper

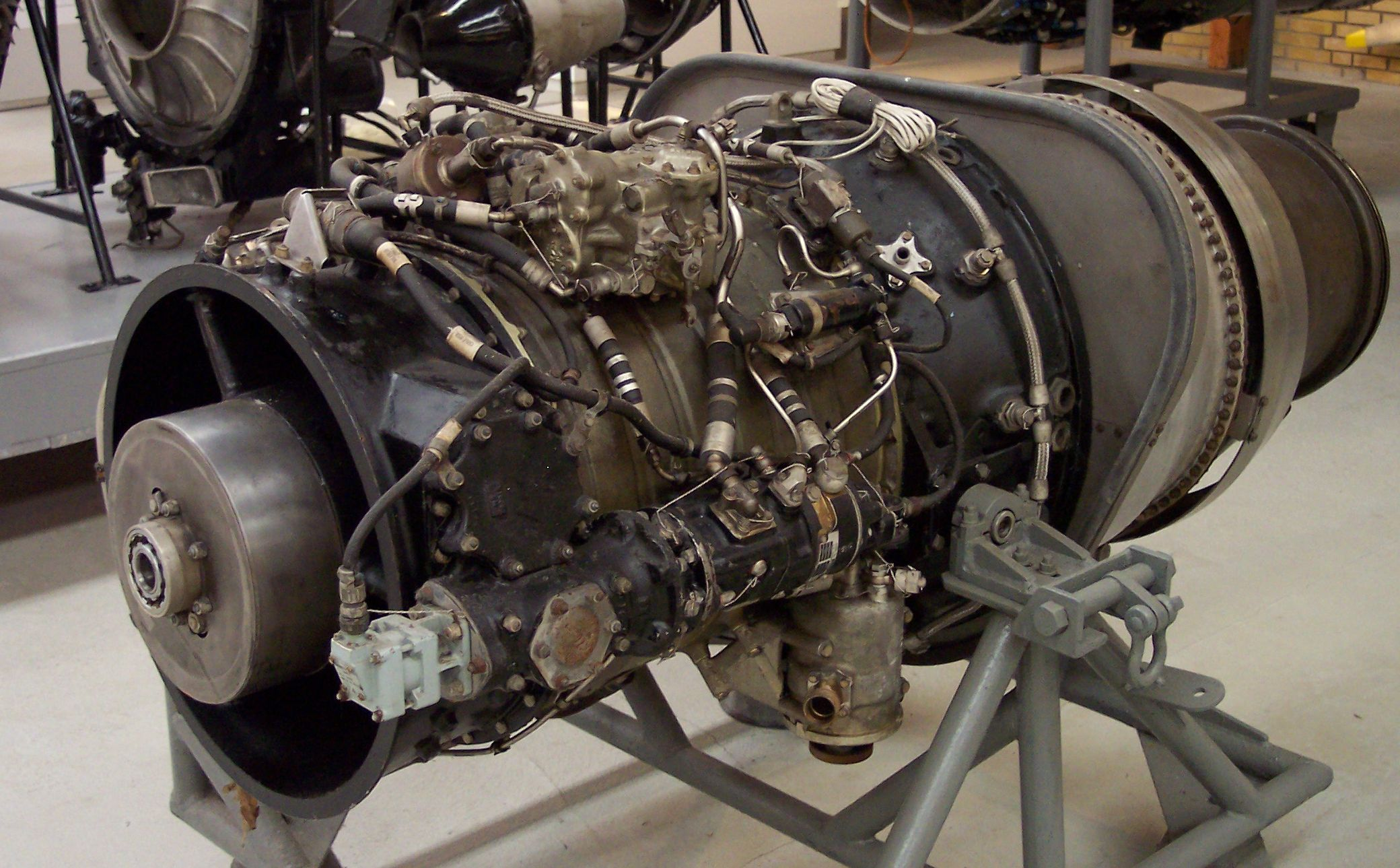
Armstrong Siddeley Viper

Das Armstrong Siddeley Viper ist ein Turbojettriebwerk, welches vom britischen Unternehmen Armstrong Siddeley entwickelt und gebaut wurde. Da die Firma später in Bristol Siddeley und Rolls-Royce aufging, wurde das Triebwerk auch als Bristol Siddeley Viper bzw. Rolls Royce Viper bezeichnet.

## Geschichte
Die ersten Prüfstandsläufe des Triebwerks erfolgten 1951. 1953 wurde es in Dienst gestellt und war bis Januar 2011 in den HS.125/BAe-125-Dominie-Trainingsflugzeugen der Royal Air Force im Einsatz. Es wurde ursprünglich als einfaches, preiswertes „Verlustgerät“ zum Antrieb der australischen „Jindivik“-Zieldarstellungsdrohnen entwickelt, jedoch später durch den Einsatz von besseren Materialien zu einem Standardtriebwerk weiterentwickelt. Das ursprüngliche ASV.3 mit 1640 lb Schub hatte als „Jindivik“-Antrieb nur eine geplante Lebensdauer von zehn Stunden. Die späteren Muster ASV.5 und ASV.6 (mit schon 1900 lb Schub), sowie die Version ASV.8 mit 1750 lb Schub waren durch die Verbesserungen und neue Materialien für eine weit höhere Standzeit ausgelegt. Durch Verbesserungen, die vom Sapphire übernommen wurden, entstand das ASV.11 mit 2460 lb Schub und das zugunsten einer längeren Lebensdauer schwächere ASV.10 mit 2000 lb Schub. Später kamen noch das Viper 20 sowie das Viper 30 dazu. Insgesamt wurden mehr als 5500 Triebwerke dieses Typs gebaut.

## Einsatz
| - Aermacchi MB 339 - Aermacchi MB 326 als ASV.8 - Avro Shackleton - BAC Jet Provost - BAC Strikemaster - Embraer AT-26 Xavante - GAF Jindivik - Hawker Siddeley Dominie | - Handley Page HP.115 - IAR-99 - Piaggio PD.808 - Saunders-Roe SR.53 - Soko J-22 Orao/IAR-93 - Soko G-2 Galeb - Soko G-4 Super Galeb |

## Technische Daten
Das Viper stellt eine verkleinerte Variante des Sapphire-Triebwerks dar. Das Einwellentriebwerk besitzt einen siebenstufigen Verdichter, eine ringförmige Brennkammer mit zwölf Einspritzdüsen und eine einstufige Turbine. Je nach Variante wurde ein Schub zwischen 8,9 und 17,8 kN erreicht.
| Kenngröße              | Viper ASV.5  |
| ---------------------- | ------------ |
| Länge                  | 1674 mm      |
| Durchmesser            | 627 mm       |
| Verdichter             | siebenstufig |
| Turbine                | einstufig    |
| Gewicht                | 249 kg       |
| max. Schub             | 1640 lb      |
| max. Drehzahl          | 13.400 min−1 |
| Verdichtungsverhältnis | 3,5:1        |